# Crestonia

Crestonia

Crestonia o Grestonia (en griego, Κρηστωνία o Γρηστωνία) era una región situada al norte de la Calcídica, entre los ríos Axio y Estrimón. Estaba al norte del lago Bolbe y al oeste de Bisaltia. En su territorio se hallaba una ciudad llamada Crestona. En Crestonia nacía el río Equidoro, a unos 60 km al norte del golfo Termaico y desembocaba a unos 10 km al oeste de Terma.
Los crestoneos (krēstōnaioi, krēstōnikós) son identificados con los habitantes de la Grestonia o Crestonia.
En la actualidad, la antigua Crestonia está comprendida entre la prefectura de Kilkís y la parte norte de Tesalónica, en Grecia.